# Étraire de la Dui
Étraire de la Dui ist eine Rotweinsorte. Sie wird im französischen Weinbaugebiet Savoie angebaut. Zugelassen ist sie im Département Isère. In der Appellation Vin de Savoie zählt sie zu den zugelassenen Nebensorten. Gefunden wurde sie erstmals in der Nähe des Mas de l’Aduï bei Saint-Ismier. Der Begriff Étraire bezieht sich auf die längliche Form der Beeren. Es wird angenommen, dass es sich bei dieser Sorte um einen offen abgeblühten Sämling der Rebsorte Persan handelt, da zumindest die Beerenform auffällig ähnlich ist.
Étraire de la Dui war vor und auch noch während der Reblauskrise im 19. Jahrhundert eine wichtige Rebsorte, konnte jedoch später kaum mehr an die früheren Erfolge anschließen. Die bestockte Rebfläche ging von fast 400 Hektar im Jahr 1958 auf nur noch 4 Hektar im Jahr 1988 zurück.
Siehe auch den Artikel Weinbau in Frankreich sowie die Liste von Rebsorten.

## Ampelographische Sortenmerkmale
In der Ampelographie wird der Habitus folgendermaßen beschrieben:
- Die Triebspitze ist offen. Sie ist weißwollig behaart. Die gelbgrünen, bronzefarben gefleckten Jungblätter sind schwachwollig behaart.
- Die dunkelgrünen, dicken Blätter sind fünflappig und schwach gebuchtet. Die Stielbucht ist schmal und fast geschlossen. Das Blatt ist stumpf gezahnt. Die Zähne sind im Vergleich der Rebsorten eng gesetzt. Die Blattoberfläche (auch Spreite genannt) ist im Bereich der Stielbucht feinblasig derb. Im Herbst verfärbt sich das Laub ansatzweise rot.
- Die walzenförmige Traube ist klein und dichtbeerig. Die ausgeprägt länglichen Beeren sind mittelgroß und von violet-schwarzer Farbe.

Die Rebsorte reift ca. 20 Tage nach dem Gutedel und ist somit im internationalen Vergleich noch früh reifend. Da Étraire de la Dui früh austreibt, sind die Triebspitzen stark spätfrostgefährdet. Gegenüber dem Echten und Falschen Mehltau ist sie mäßig resistent. Sie besitzt zwittrige Blüten und ist somit selbstfruchtend. Beim Weinbau wird der ökonomische Nachteil vermieden, keinen Ertrag liefernde, männliche Pflanzen anbauen zu müssen.

## Synonyme
Die Rebsorte Étraire de la Dui ist auch unter den Namen Beccu de l’Aduï, Betu, Étraire, Étraire de l’Adny, Étraire de l’Aduï, Étraire de la Dot, Étraire de la Dû, Étraire de la Duy, Gros persan und Grosse Étraire.